# Nikolaus Haas (Mediziner)
Nikolaus Haas (* 29. September 1964 in Mannheim) ist ein deutscher Kinderarzt (Pädiater) und Kinderkardiologe und Spezialist für angeborene Herzerkrankungen (Kinderkardiologie) sowie Pädiatrische Intensivmedizin, Erwachsene mit Angeborenen Herzfehlern (EMAH) und Behandlungen von Herzerkrankungen mittels Herzkathetereingriffen (Interventionelle Kinderkardiologie).

## Leben
Haas wuchs in Ladenburg auf, wo er am Carl-Benz-Gymnasium 1983 sein Abitur machte. Nach seiner Wehrpflicht als Marinesoldat bei der Bundeswehr studierte er ab 1984 Medizin in Heidelberg, Mannheim und Los Angeles (UCLA) und begann anschließend die Ausbildung zum Kinderarzt in der Universitätskinderklinik Mannheim. Nach Abschluss der Ausbildung als Pädiater in Berlin, als auch in Kinderkardiologie und Pädiatrischer Intensivmedizin am Deutschen Herzzentrum Berlin und Training in spezieller Kinderintensivmedizin am Royal Children´s Hospital in Melbourne war er Oberarzt am Olgahospital in Stuttgart.

## Karriere
Seit 1994 behandelt Haas erwachsene Patienten mit angeborenen Herzfehlern und hat die Zusatzbezeichnung EMAH-Arzt. Von 2002 bis 2006 war Haas Direktor der Kinderkardiologischen Intensivstation im Prince Charles Hospital in Brisbane und Associate Professor der University of Queensland. Von 2006 bis 2015 war er Leiter des Herzkatheter-Labors am Herz- und Diabeteszentrum in Bad Oeynhausen, wo er sich auch der Ruhr-Universität Bochum habilitierte. Ende 2015 erfolgte der Ruf zur Professur an der Ludwig-Maximilians-Universität München. Seit 2015 ist er Chefarzt des Klinikums Großhadern München (KUM). Außerdem ist er Leiter der Abteilung für Kinderkardiologie und Pädiatrische Intensivmedizin der LMU in Großhadern sowie im Dr. von Haunerschen Kinderspital. Die Hauptschwerpunkte seines klinischen uns wissenschaftlichen Arbeitens liegen in der interventionellen Behandlung von angeborenen Herzfehlern aller Altersklassen, insbesondere Neu- und Frühgeborener, der Behandlung von EMAH-Patienten, der postoperativen Versorgung von Patienten sowie von Patienten mit schwerer Herzinsuffizienz inkl. Kunstherzen (z. B. Berlin Heart) und von Patienten im Rahmen einer Herztransplantation. Ein weiterer Schwerpunkt besteht in der Aus- und Weiterbildung von Kollegen in der Intensivmedizin sowie für Herzkatheteruntersuchungen inkl. des von ihm entwickelten Herzkathetertrainings mit Hilfe von 3D-Modellen.
Haas ist Herausgeber des aktuellen Lehrbuches der Kinderkardiologie und Mitherausgeber des aktuellen Lehrbuchs für Echokardiographie Angeborener Herzfehler. Darüber hinaus hat er an verschiedenen Studien mitgewirkt, unter anderem an dem PROPHET-Trial und dem PRELIEVE-Trial zum Einsatz des AFR-device bei HFpEF und HFrEF bzw. pulmonaler Hypertonie, an der IRFACODE II-Studie und an Studien von Sapien XT und S3 bei PPVI.
Nach Zeitungs- und TV-Berichten über eine Kindermumie des German Mummy Project, die an einem Herzfehler erkrankt gewesen sein sollte, untersuchte Haas diese erneut und konnte bei der mehr als 6000 Jahre alten Mumie, der Detmolder Kindermumie, die Diagnose korrigieren und so den ältesten Patienten der Welt mit einem Herzfehler diagnostizieren. Diese Mumie ist heute im Lippischen Landesmuseum in Detmold ausgestellt.

### Mitgliedschaften und Kooperationen
Haas ist Mitglied mehrerer nationaler und internationaler Gesellschaften für Kinderheilkunde, Kinderkardiologie und Kinderintensivmedizin. Er war lange Jahre Mitglied der Leitlinienkommission der DGPK (Deutsche Gesellschaft für Pädiatrische Kardiologie und Angeborene Herzfehler e. V.) und aktives Mitglied der AEPC, außerdem gründete die AKKI (AG der Kinder- kardiologischen Intensivmedizin) der DGPK. Seit März 2020 ist er Präsident der DGPK. Es bestehen zahlreiche wissenschaftliche und klinische internationale Kooperationen mit anderen Herzzentren im Bereich Kinderintensivmedizin und Herzkathetereingriffen (z. B. Harapan Kita, Jakarta/Indonesien).
Haas engagiert sich auch international mit der Aus- und Weiterbildung in Herzkathetertechniken und Kinderintensivmedizin, darüber hinaus ist er z. B. am Aufbau eines Kinderherzzentrums in Mek’ele in Äthiopien beteiligt. Er hat in vielen Herzkatheterlaboren weltweit Kollegen ausgebildet und war z. B. den ersten Arzt, der im Iran einen Pulmonalklappenersatz mittels Herzkatheter bei einer Jugendlichen erfolgreich durchführte.

## Alfie
2018 war Haas Gutachter im Fall des schwerkranken Jungen Alfie aus England, dem vom britischen Gesundheitssystem eine Behandlung im Ausland nicht gestattet wurde und bei dem gegen den Willen der Eltern vom obersten Gericht entschieden wurde, die lebenserhaltenden Maßnahmen zu beenden. Hierbei kritisierte Haas das britische Gesundheitssystem NHS sowie die englische Rechtsprechung hinsichtlich des Umgangs mit schwer behinderten Patienten heftig. Das Kinderkrankenhaus Alder Hey in Liverpool hatte gegen die Eltern geklagt, um die lebensrettenden Beatmungsmaschinen beenden zu dürfen, die Eltern wünschten eine Verlegung des Patienten in den Vatikan. Dies wurde sogar von Papst Franziskus unterstützt; das italienische Parlament erteilte Alfie kurzfristig die italienische Staatsbürgerschaft, um dies zu ermöglichen. Für sein medizinisch-ethisches Gutachten, den darin skizzierten Umgang mit Behinderten in Deutschland sowie der Unterstützung für die Eltern auf Mitbestimmung beim Tode ihres Kindes wurde Haas massiv vom Obersten Gericht (High Court of Justice) kritisiert.

## Publikationen (Auswahl der Monografien)
- Haas N.A., Pozza R.D., Kleideiter U.: Pädiatrische Echokardiografie : Ultraschall des Herzens im Kindesalter und bei angeborenen Herzfehlern. Georg Thieme Verlag, Stuttgart / New York 2019, ISBN 978-3-13-241604-8.
- Haas N.A., Kleideiter U.: Kinderkardiologie: Klinik und Praxis der Herzerkrankungen bei Kindern, Jugendlichen und jungen Erwachsenen. Thieme, 2. Unveränderte Edition July 2018, ISBN 3-13-242705-5.
- Haas, N.A., Kleideiter, U.: Pediatric Cardiology : Symptoms-Diagnosis-Treatment. Georg Thieme Verlag, Stuttgart 2015, ISBN 978-3-13-174941-3.
- Haas, N.A.: Entwicklung einer standardisierten Stufentherapie zur sicheren Behandlung postoperativer Herzrhythmusstörungen im Kindesalter mit Amiodarone. Bochum, Universität, Habilitations-Schrift, 2009.
- Haas N.A.: Ein neues tierexperimentelles Untersuchungsverfahren für die Wirkungsprüfung von Substanzen zur Behandlung der peripheren arteriellen Verschlusskrankheit. Heidelberg, Universität, Dissertation, 1990.